# Bodega De Posthoorn

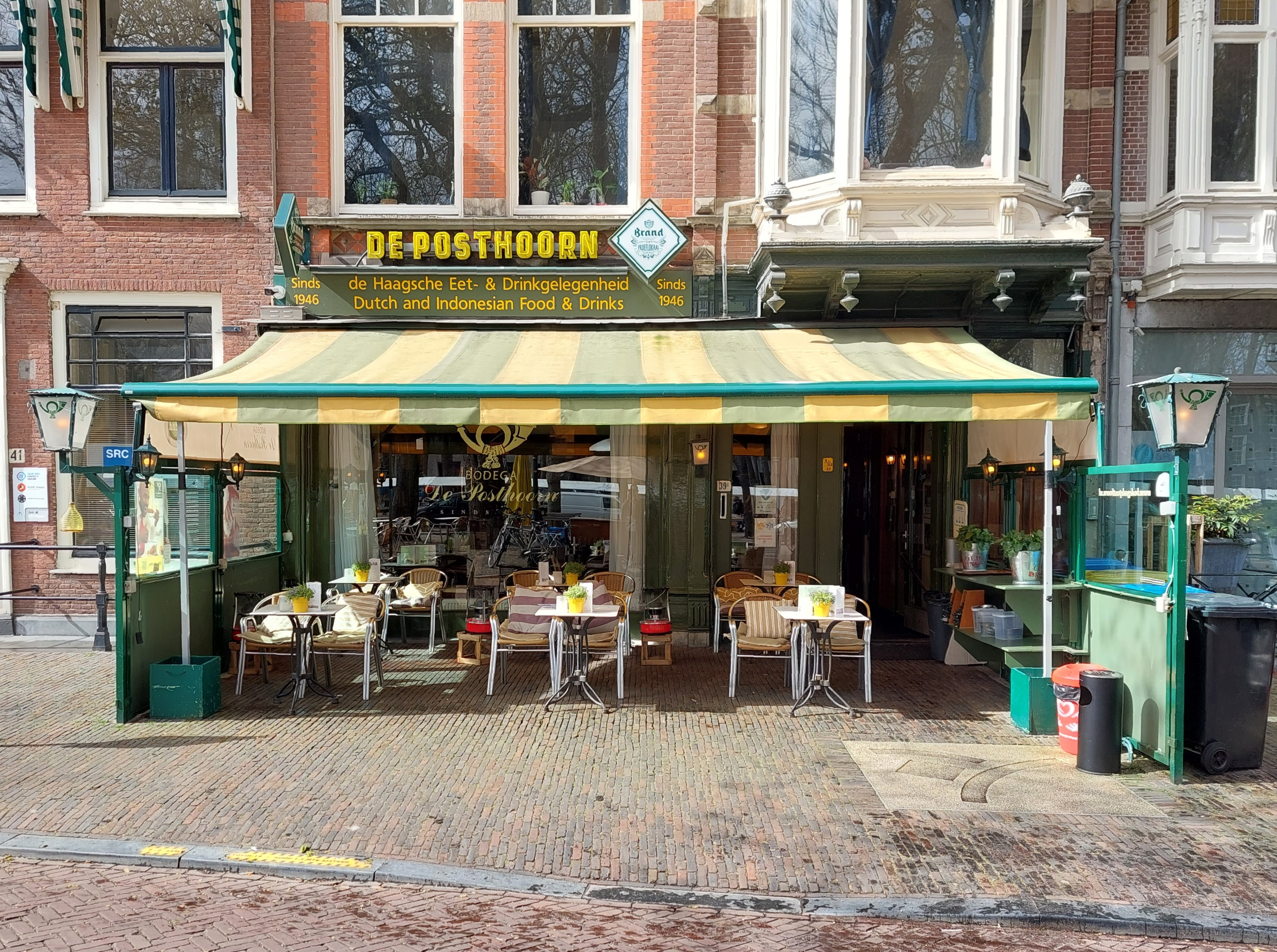
Exterieur van De Posthoorn (2022)

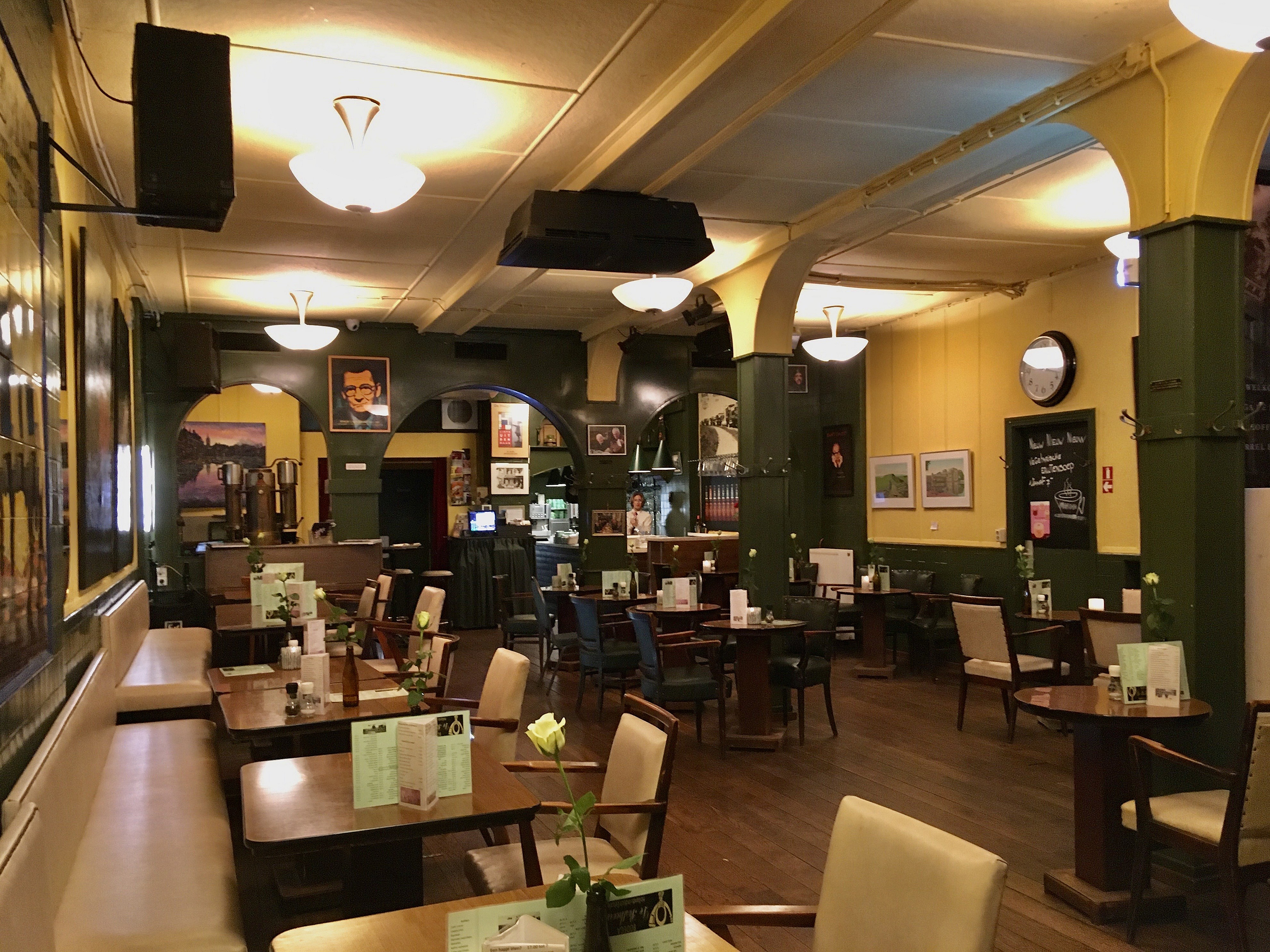
Interieur van De Posthoorn (2022)

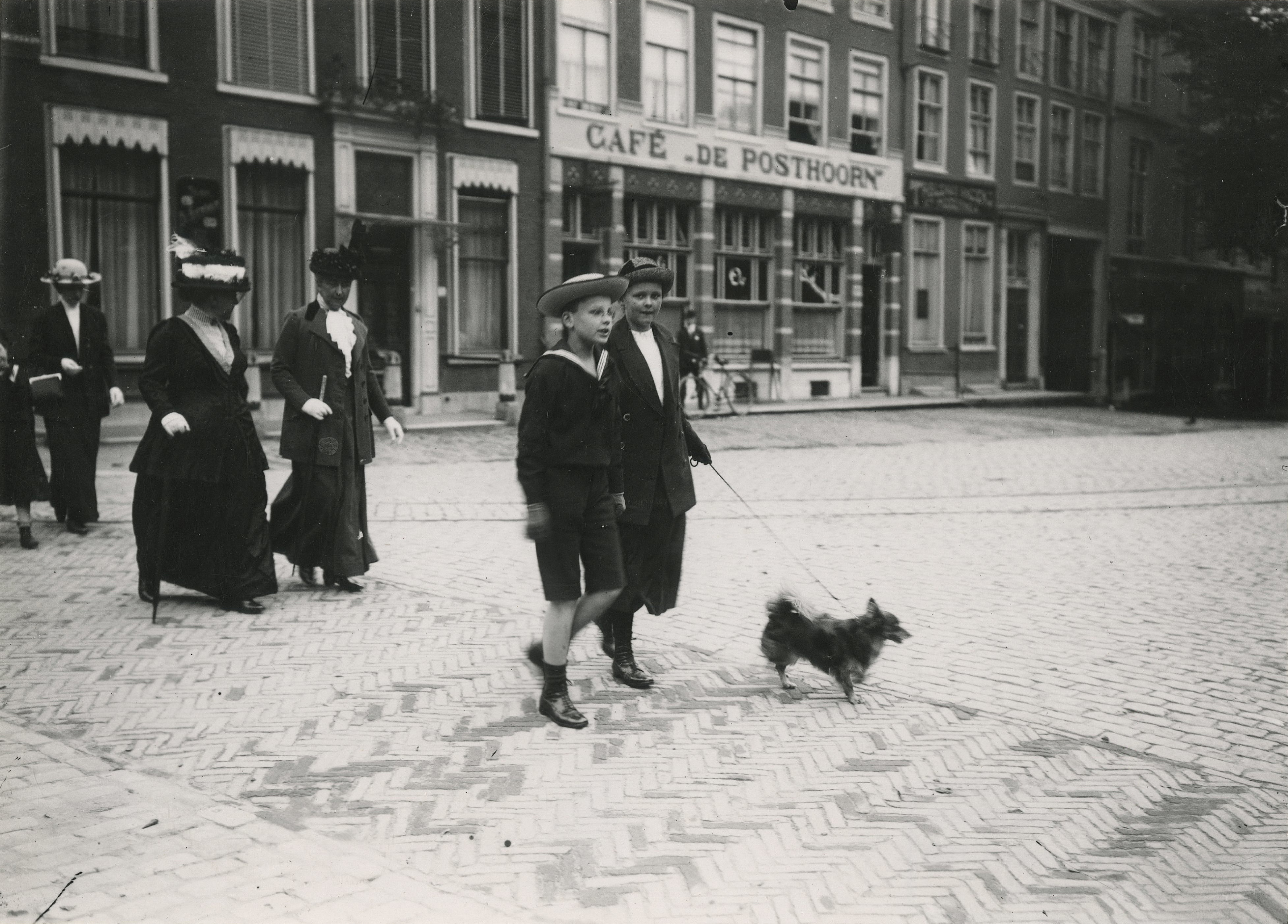
Smidsplein, 1914: koningin-moeder Emma met kinderen van haar zus Lilly, prinses van Erbach-Schönberg. Middenachter Café De Posthoorn

Bodega De Posthoorn is een café in Den Haag aan het Lange Voorhout.

## Geschiedenis
De oorspronkelijke Posthoorn stond aan het Smidswater, waar nu de voormalige Amerikaanse ambassade staat. De bodega werd op 3 maart 1945 bij het bombardement op het Bezuidenhout verwoest. 
Op 4 september 1945 heropende de bodega in een pand aan het Lange Voorhout. Het pand werd gebouwd als koetshuis. In het pand aan het Lange Voorhout waren voorheen autohanderlaren gevestigd, waaronder een showroom van Th. Wiemann.
In 1971 verkocht eigenaar Jan Knijnenburg het cafe aan de familie Meeuwisse. Deze laat de uitstraling van het etablissement onveranderd.

## Klandizie
Het café wordt vanouds bezocht door kunstenaars, politici en het flanerende Haagse publiek. Tot degenen die de bodega bezochten, behoorde koningin Wilhelmina vanuit haar paleis aan het Lange Voorhout. Andere bekende gasten waren acteurs Ko van Dijk, Albert Vogel, Eduard Verkade, schrijvers Louis Couperus, Simon Carmiggelt, Gerrit Komrij, Kees van kooten, Wim de Bie, Willem Brakman, Johan de Meester, Bart Chabot (naar wie ze een dessert vernoemden), letterkundige Rudy Cornets de Groot en cabaretier Paul van Vliet. De bodega figureert in geschreven verhalen en boeken. Die gaan vaak over politiek en flanerende Hagenaars. Tussen 1950 en 1962 was naast de bodega Galerie De Posthoorn gevestigd, de tentoonstellingsruimte van de Posthoorngroep.